# 让-雅克·戴尼奥
让-雅克·戴尼奥（法語：Jean-Jacques Daigneault，1965年10月12日—），加拿大男子冰球运动员，场上位置是后卫。他曾代表加拿大国家队参加1984年冬季奥林匹克运动会冰球比赛，获得第4名。